# Chad Hunt
Chad Hunt (sinh năm 1973) là một trong những ngôi sao đắt giá nhất trong ngành công nghiệp phim khiêu dâm đồng tính. Anh đã xuất hiện trên nhiều bộ phim ăn khách, các show truyền hình, sách báo và rất nhiều tạp chí.

## Nghề nghiệp và sự nổi tiếng
Hunt đặc biệt nổi tiếng về chiếc dương vật khổng lồ. Anh được coi là diễn viên có dương vật lớn nhất còn sống với chiều dài hơn 13 inch (33 cm) và chu vi hơn 7 inch (gần 18 cm).  Thậm chí nhiều tài liệu còn cho thấy anh có dương vật lớn hơn cả huyền thoại John Holmes. Năm 2006, diễn viên mới nổi Ben Andrews xuất hiện có dương vật dài 11 inch và chu vi 9 inch (23 cm). Hunt đã tham gia "đọ súng" với Andrews ở văn phòng của đạo diễn Michael Lucas để phân tài cao thấp. Kết quả cho thấy Hunt có dương vật dài hơn trong khi Andrews có bề ngang lớn hơn. Sau đó họ diễn cùng nhau hai bộ phim khiêu dâm của Michael Lucas.
Dương vật của Hunt cũng đã dược hãng Falcon Studio làm thành mô hình dương vật
Năm 2006, sau khi tốt nghiệp trường Hunter College của Đại học Thành phố New York, Hunt đã mở một hãng phim riêng mang tên Priapus, lấy tên từ vị thần Hi Lạp có dương vật khổng lồ.
Những đóng góp của Hunt được ghi nhận bằng hàng tá các giải thưởng quan trọng như Diễn viên xuất sắc nhất, Hoạt cảnh xuất sắc nhất, Thể hiện xuất sắc, Dương vật của năm,...